# Microscena heathi
Microscena heathi är en fjärilsart som beskrevs av Cox 1873. Microscena heathi ingår i släktet Microscena och familjen juvelvingar. Inga underarter finns listade i Catalogue of Life.